# Tramway de Miskolc
Le tramway de Miskolc est le réseau de tramway de la ville de Miskolc, en Hongrie. Il compte deux lignes et est exploité par la société publique Miskolc Városi Közlekedési Zrt..

## Réseau actuel

### Aperçu général
| Ligne | Trajet                                          | Longueur | Arrêts | Durée du trajet | Rames       |
| ----- | ----------------------------------------------- | -------- | ------ | --------------- | ----------- |
| 1     | Gare de Miskolc-Tiszai ↔ Felső-Majláth          | 11 km    | 22     | 35 min          | Tatra KT8D5 |
| 2     | Gare de Miskolc-Tiszai ↔ Vasgyár (« fonderie ») | 7 km     | 15     | 25 min          | SGP E1      |

| Ligne 1 | Ligne 2 |
| --- | --- |
| - Tiszai pályaudvar - Selyemrét - Soltész Nagy Kálmán utca - Szinvapark - Villanyrendőr - Városház tér - Malomszög utca - Szent Anna tér - Thököly utca - Balázs Győző tér - Gyula utca - Károly utca - Újgyőri főtér - Újgyőri piac - DVTK Stadion - Bulgárföld - Diósgyőri Gimnázium - LÁEV - Zenta utca - Diósgyőr városközpont - Bölcs utca - Alsó-Majláth (Köln utca) - Felső-Majláth | - Tiszai pályaudvar - Selyemrét - Soltész Nagy Kálmán utca - Szinvapark - Villanyrendőr - Városház tér - Malomszög utca - Szent Anna tér - Thököly utca - Balázs Győző tér - Gyula utca - Károly utca - Újgyőri főtér - Újgyőri piac - Vasgyári Evangélikus templom - Vasgyár |

## Matériel roulant
Outre les Tatra KT8D5 et les SGP E1, le réseau a commandé 31 rames 26T à Škoda en 2011 réceptionnées de 2013 à 2015.